# Daniel Axtyamov
Daniel Axtyamov (Tashkent, 26 marzo 1985) è un ex calciatore azero, di ruolo attaccante.

## Carriera

### Club
Dopo aver giocato nella terza serie del campionato russo, ha giocato nella massima serie del proprio paese con L'Inter Baku e con il Gəncə. Dopo un altro anno passato in Russia, gioca nel campionato bielorusso, nuovamente in quello azero, in quello uzbeko e in quello moldavo.

### Nazionale
Debutta nel 2004 con la Nazionale azera, giocando 13 partite.